# Рубль Шпицбергена
Рубль Шпицбергена — денежные знаки, действовавшие на территории поселений острова Шпицберген, находящихся под советской, а затем российской юрисдикцией.
Деньги выпускались в виде бумажных и металлических знаков. Номиналы, как правило, соответствовали номиналам монет и бон СССР.

## Бумажные боны
Выпуск бумажных бон Арктикугля для использования на Шпицбергене начат в 1931 году.
В 1941 году в связи с началом войны добыча угля была приостановлена, жители советских посёлков были эвакуированы. В 1943 году часть построек на рудниках была повреждена артиллерийским огнём с германских кораблей. Использование бон Арктикугля на Шпицбергене было прекращено.
29 августа 1946 года Совет Министров СССР принял постановление «О восстановлении советских угольных рудников на острове Шпицберген», п. 43 которого предписывал Министерству финансов СССР выпустить для внутреннего обращения на Шпицбергене с 1 октября 1946 года специальные боны на сумму 3 млн рублей. На этот раз боны были выпущены как бумажные, так и металлические. Позже последовали ещё 4 выпуска бумажных бон: 1951, 1957, 1961 и 1978 годов.
| Год выпуска               | Эмитент, указанный на бонах                                                                                 | Название бон                                                                                     | Номиналы                                                                          |
| 1931 (на бонах не указан) | Арктикуголь Шпицбергенское рудоуправление                                                                   | Ордер для забора товаров в магазинах рудников треста Арктикуголь на о. Шпицбергене               | 1, 2, 3, 5, 10 копеек, 1, 3, 5, 10, 25, 50, 100 рублей                            |
| 1935 (на бонах не указан) | Арктикуголь Шпицбергенское рудоуправление                                                                   | Ордер для забора товаров в магазинах рудников треста Арктикуголь на о. Шпицбергене               | 1, 2, 3, 5, 10 копеек, 1, 3, 5, 10, 25, 50, 100 рублей                            |
| 1940                      | Государственный трест по добыче и сбыту угля на островах и побережье Северного Полярного Моря «Арктикуголь» | Талон на право получения товаров в магазинах рудников треста «Арктикуголь» на о. Шпицберген      | 1, 3, 5, 100 рублей; известны только образцы — 10, 25, 50 рублей                  |
| 1946                      | Государственный трест по добыче и сбыту угля на острове Шпицберген «Арктикуголь»                            | Талон на право получения товаров в магазинах рудников треста «Арктикуголь» на острове Шпицберген | 1, 3, 5, 10, 25, 50, 100 рублей                                                   |
| 1951                      | Государственный трест «Арктикуголь»                                                                         | Талон на право получения товаров в магазинах рудников треста «Арктикуголь» на острове Шпицберген | 1, 3, 5, 10, 25, 50, 100 рублей; известны только образцы — 1, 3, 5, 10, 20 копеек |
| 1957                      | Государственный трест «Арктикуголь»                                                                         | Талон на право получения товаров в магазинах рудников треста «Арктикуголь» на острове Шпицберген | 1, 3, 5, 10, 20 копеек, 1, 3, 5, 10, 25, 50, 100 рублей                           |
| 1961                      | Государственный трест «Арктикуголь»                                                                         | Талон на право получения товаров в магазинах рудников треста «Арктикуголь» на острове Шпицберген | 1, 3, 5, 10, 20 копеек, 1, 3, 5, 10, 25, 50, 100 рублей                           |
| 1978 (на бонах не указан) | Государственный трест «Арктикуголь»                                                                         | Талон для внутренних расчётов на предприятиях «Арктикуголь»                                      | 1, 2, 3, 5, 10, 20 копеек, 1, 3, 5, 10, 25, 50, 100 рублей                        |

1 копейка 1961 г. треста «Арктикуголь», СССР; аверс
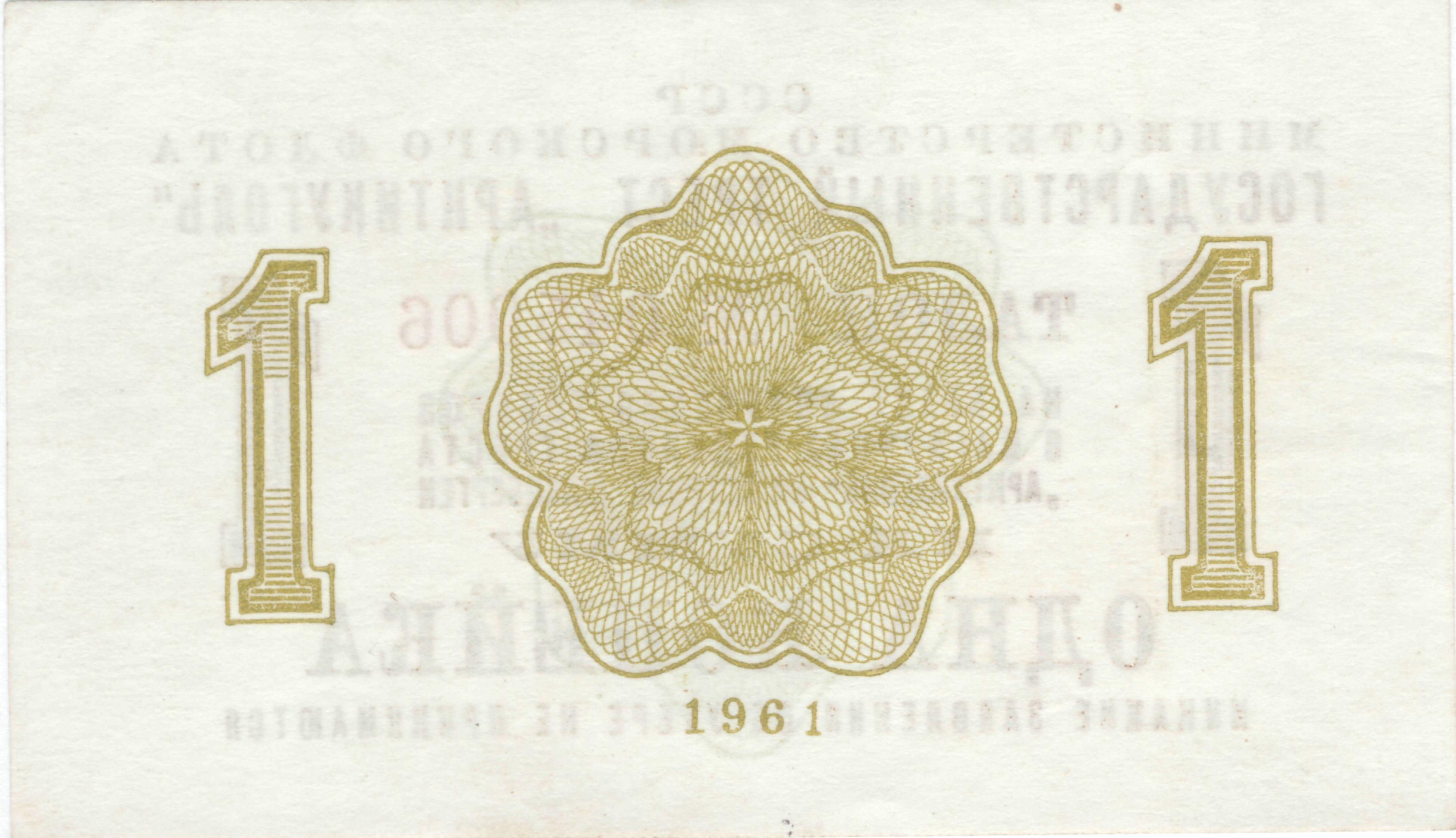
Реверс

## Металлические боны 1946 года
- 10 копеек (алюминий, бронза) — 50 000 штук
- 15 копеек (алюминий, бронза) — 33 300 штук
- 20 копеек (медь, никель) — 25 000 штук
- 50 копеек (медь, никель, с малой звездой) — 21 840 штук
- 50 копеек (медь, никель, с большой звездой, со штемпелем от 10 копеек, цифра «6» меньше, чем у 50 копеек с малой звездой) — 21 840 штук.

Боны этого выпуска находились в обращении до 1957 года, когда они были полностью вытеснены бумажными чеками.
В 2012 году в честь своего 80-летия Арктикуголь заказал на Санкт-Петербургском монетном дворе наборы, состоявшие из копий металлических бонов 1946 года и памятного жетона.

## Металлические боны 1993 года
В 1993 году Московский монетный двор отчеканил боны с изображением на аверсе белого медведя и карты островов. Так как на них имелась надпись «Российская Федерация» и карта островов, норвежское правительство потребовало изъять данные боны из обращения на островах. Боны были изъяты из обращения, часть бон чеканки 1993 года пошла на переплавку.
Тираж:
- 10 рублей — 77 600 штук
- 25 рублей — 77 700 штук
- 50 рублей — 77 800 штук
- 100 рублей — 77 900 штук

| Металлические боны образца 1993 года | Металлические боны образца 1993 года | Металлические боны образца 1993 года | Металлические боны образца 1993 года | Металлические боны образца 1993 года | Металлические боны образца 1993 года | Металлические боны образца 1993 года | Металлические боны образца 1993 года | Металлические боны образца 1993 года | Металлические боны образца 1993 года |
| Изображения                          | Номинал (рублей)                     | Параметры                            | Параметры                            | Параметры                            | Описание                             | Описание                             | Описание                             | Описание                             | Дата выпуска                         |
| Изображения                          | Номинал (рублей)                     | Диаметр                              | Толщина                              | Масса                                | Материал                             | Гурт                                 | Реверс                               | Аверс                                | Дата выпуска                         |
| ------------------------------------ | ------------------------------------ | ------------------------------------ | ------------------------------------ | ------------------------------------ | ------------------------------------ | ------------------------------------ | ------------------------------------ | ------------------------------------ | ------------------------------------ |
|                                      | 10                                   | 20 мм                                |                                      | 2,9 гр                               | никель, покрытый сталью              | гладкий                              | Номинал, Российская Федерация, год   | белый медведь и карта островов       | 1993                                 |
|                                      | 25                                   | 22 мм                                |                                      | 3,9 гр                               | никель, покрытый сталью              | гладкий                              | Номинал, Российская Федерация, год   | белый медведь и карта островов       | 1993                                 |
|                                      | 50                                   | 24 мм                                |                                      | 5 гр                                 | никель, покрытый сталью              | гладкий                              | Номинал, Российская Федерация, год   | белый медведь и карта островов       | 1993                                 |
|                                      | 100                                  | 25 мм                                |                                      | 5 гр                                 | алюминированная бронза               | рифлёный                             | Номинал, Российская Федерация, год   | белый медведь и карта островов       | 1993                                 |

## Монетовидные жетоны 1998 года
В марте 1999 года АОЗТ «Инфобалт» заказало на Санкт-Петербургском монетном дворе монетовидные жетоны. На этих жетонах было помещено изображение карты архипелага и надписи «Шпицберген» и «Арктикуголь». Номиналы жетонов указаны цифрами, без указания единицы (рубль). Под номиналом — знак монетного двора и указание года — «1998». Были изготовлены жетоны шести номиналов тиражом 6000 шт.:
- 0,1 (алюминий)
- 0,25 (алюминий)
- 0,50 (алюминий)
- 1 (латунь)
- 2 (латунь)
- 5 (медь, никель).

Имеются жетоны всех номиналов, изготовленные не в «своём» металле (0,1 — в латуни и медно-никелевом сплаве, и т. д.).
Жетоны этого и всех последующих выпусков никогда в обращении на Шпицбергене не использовались.